# Ricinoides olounoua
Ricinoides olounoua  — вид павукоподібних ряду Рицінулеї (Ricinulei). Він зустрічається у тропічних лісах Камеруну.